# Ukołowo (obwód biełgorodzki)
Ukołowo (ros. Уколово) – wieś w Rosji, w obwodzie biełgorodzkim, w rejonie gubkińskim. W 2010 liczyła 509 mieszkańców.